# Thomas C. Platt
Pour les articles homonymes, voir Thomas Platt et Platt.
Thomas Collier Platt (15 juillet 1833 - 6 mars 1910) est un homme politique américain. Il a été membre de la Chambre des représentants des États-Unis entre 1873 et 1877 et sénateur de l'état de New York pendant les années 1881 et 1897-1909. Il est surtout connu comme le « chef politique » du Parti républicain à la fin du XIXe siècle et au début du XXe siècle. À sa mort, The New York Times déclare qu'« aucun homme n'a jamais exercé autant d'influence au Sénat ou à la Chambre des représentants que lui », mais aussi qu'« aucun homme n'a jamais eu autant de pouvoir en tant que dirigeant politique ». Platt se considérait comme le « parrain politique » de nombreux gouverneurs républicains, y compris Theodore Roosevelt.